# Uraganul Nicholas
Uraganul Nicholas a fost un ciclon tropical cu mișcare lentă și neregulată care a atins țărmul⁠(d) în statul american Texas la jumătatea lui septembrie 2021. Cea de-a paisprezecea furtună cu nume și cel de-al șaselea uragan din sezonul uraganelor din Atlantic din 2021⁠(d), Nicholas a pornit de la un val tropical⁠(d) care a apărut în largul coastei de vest a Africii pe 28 august. Sistemul s-a transformat într-o furtună tropicală pe 12 septembrie, Centrul Național pentru Uragane⁠(d) (NHC) numind ciclonul Nicholas. Nicholas s-a intensificat treptat inițial, din cauza efectelor adverse ale forfecării puternice a vântului⁠(d). Cu toate acestea, la sfârșitul zilei de 13 septembrie, Nicholas a început să se intensifice într-un ritm mai rapid, iar la ora 03:00 UTC din 14 septembrie, Nicholas s-a intensificat într-un uragan de categoria 1, cu vânturi susținute maxime de 75 mile pe oră (121 km/h) și o presiune centrală minimă de 988 millibari (29,2 inHg). În aceeași zi, la ora 5:30 UTC, Nicholas a atins țărmul în Texas la intensitatea maximă. Ulterior, sistemul a slăbit treptat, transformându-se în furtună tropicală câteva ore mai târziu și slăbind și mai mult în depresiune tropicală a doua zi. Sistemul a continuat să alunece încet deasupra Louisianei. Pe 15 septembrie, Nicholas a degenerat într-o depresiune remanentă⁠(d), înainte de a fi absorbit într-un alt sistem extratropical⁠(d) pe 20 septembrie.
Furtuna a adus precipitații abundente și mareele provocate de furtună⁠(d) în unele părți din Texas și Louisiana. Unele dintre zonele afectate încă se recuperau după efectele uraganului Ida⁠(d), care a afectat coasta Golfului Statelor Unite⁠(d) cu câteva săptămâni înainte. Uraganul Nicholas a provocat patru decese și pagube în valoare de 1,1 miliarde de dolari.

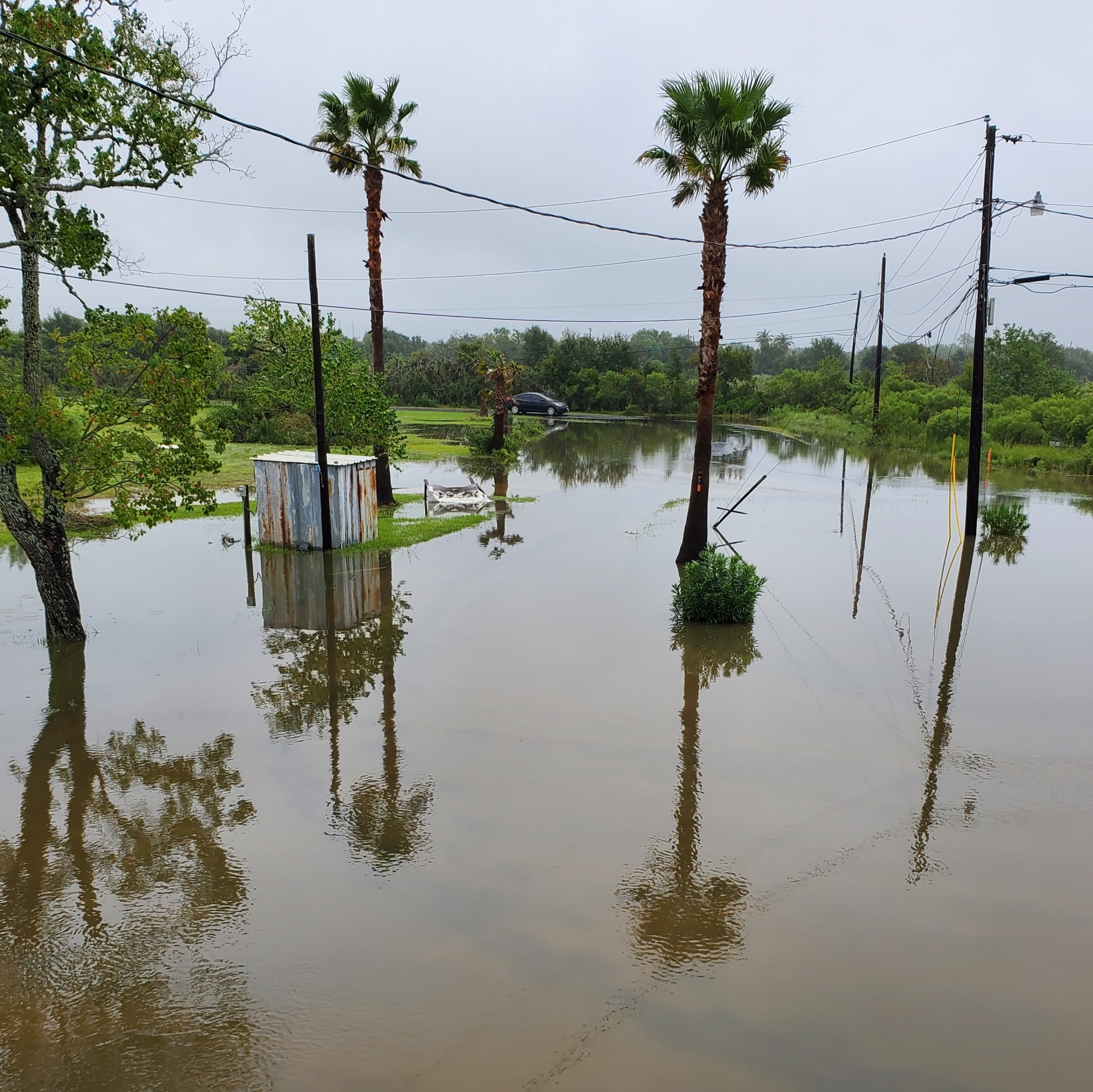
Inundații de coastă din din Texas City, Texas, după Nicholas